# Wibutee
Wibutee est un groupe norvégien d'electro-jazz (voire « future jazz » et « nu jazz »).
Ils mêlent sons électroniques minimalistes, ambient et jazz instrumental hybride.

## Composition
- Rune Brøndbo : électronique, claviers, programmation.
- Wetle Holte : batterie, électronique, programmation
- Håkon Kornstad : saxophone, flûtes, électronique, voix, programmation.

Pour certains concerts, ils sont accompagnés de Tor Egil Kreken (basse électrique, guitare) et Eyvind Andreas Skeie (guitare, claviers, électronique).

## Discographie
- 1999 : Newborn Thing - Jazzland ;
- 2001 : Eight Domestic Challenges - Jazzland ;
- 2004 : Playmachine - Jazzland ;
- 2006 : Sweet Mental - Sonne Disk ;